# Всеказахский съезд Советов
Первый (Учредительный) съезд Советов Казахстана прошел в Оренбурге 4–12 октября 1920 года. Первым председателем КирЦИКа стал красный комиссар Сейткали Мендешев. Но Оренбург в качестве казахской столицы пребывал недолго, уже в 1925 году столица Казахстана была перенесена в город Ак-Мечеть на Сыр-Дарье, по этому случаю переименованный в Кзыл-Орда (Красная столица). Оренбург и Оренбургская область, выполнившие свои задачи по обеспечению помощи казахскому народу, воссоединились в качестве самостоятельной губернии с РСФСР. Процесс возвращения оказался очень сложным. По Оренбургу ударила проблема раздела материальных ценностей, так как власти Кирреспублики поставили вопрос о переезде из города целого ряда ставших «республиканскими» учреждений. В результате город лишился большинства музейных экспонатов, значительной части архивных материалов. В декабре 1934 он стал центром Оренбургской области.

## Список
1. 4 — 12 октября 1920 года — I Всеказахский съезд Советов
2. II съезда советов КССР созыв 4 октября 1921 года[1]
3. III съезд советов КССР — 6 октября 1922 года
4. IV съезд КССР (созванный 5 января 1924 года)
5. V Всеказахский съезд Советов — 15-19 апреля 1925 года (Кзыл-Орда)
6. VI Всеказахский съезд — 3 апреля 1927 года
7. VII Всеказахский съезд - 1929
8. VIII Всеказахский съезд
9. IX Всеказахский съезд
10. 1937.03.21 — 1937.03.26 — 10 чрезвычайный Всеказахский съезд Советов